# Stenopogon pinyonae
Stenopogon pinyonae là một loài ruồi trong họ Asilidae. Stenopogon pinyonae được Wilcox miêu tả năm 1971. Loài này phân bố ở vùng Tân Bắc giới.